# Thé Huangshan Maofeng
Le Huángshān máofēng (黄山毛峰, hanyu pinyin : huángshān máofēng) (littéralement « cime duveteuse des montagnes jaunes ») est un thé vert de l'Anhui en Chine. Il est récolté une fois par an, au printemps.
Le Huángshān máofēng est un des thés les plus réputés de Chine, inclus dans la liste des dix thés chinois célèbres. Il provient des monts jaunes (Huángshān), où il est fabriqué depuis plus de 300 ans. Thé de montagne, il est parfois cultivé à près de  1 000 mètres d'altitude.

## Fabrication
Le Huángshān máofēng est considéré comme le meilleur thé de la qualité máofēng, c'est-à-dire littéralement « cime duveteuse ». Les Chinois désignent par ce terme de « cime duveteuse » certains thés très riches en bourgeons. Les bourgeons de thé présentent, en effet, un aspect proche du duvet d'oiseau.
La cueillette du Huángshān máofēng, dans les grades supérieurs, est particulièrement fine : elle n'est composée que du seul bourgeon et de la première feuille, qui sont roulés manuellement. Après le roulage, la feuille et le bourgeon, laissés intacts et attachés, prennent la forme d'une langue d'hirondelle.

## Dégustation
Le Huángshān máofēng a une astringence plus grande que la plupart des thés chinois de qualité. Celle-ci reste néanmoins discrète et structure une infusion où dominent des saveurs végétales fraiches et minérales accompagnées de notes d'iode et de châtaigne.

## Référence
- François-Xavier Delmas, Mathias Minet et Christine Barbaste, Le thé. Guide de dégustation de l'amateur, Éditions du Chêne, 2007.